# Jewgienij Pieczurow
Jewgienij Aleksandrowicz Pieczurow (ros. Евгений Александрович Печуров, ur. 27 sierpnia 1966) – radziecki i rosyjski judoka.
Uczestnik mistrzostw świata w 1993. Startował w Pucharze Świata w 1992, 1995 i 1996. Srebrny medalista mistrzostw Europy w 1988 i brązowy w 1993 i 1994, a także mistrz w drużynie w 1987. Trzeci na igrzyskach Dobrej Woli w 1994. Wygrał akademickie MŚ w 1988; trzeci w 1990. Drugi na MŚ wojskowych w 1992. Mistrz Rosji w 1992, 1993 i 1994; drugi w 1995; trzeci w 2000. Trzeci na mistrzostwach ZSRR w 1990 i 1991 i na mistrzostwach WNP w 1992 roku.